# NikitA
Nikita – ukraiński zespół muzyczny założony w 2008 w Kijowie.

## Historia
Na początku był duet tworzony przez Daszę Astafjewą oraz Julię Kawtaradze. Zostały okrzyknięte odkryciem 2008 roku w programie Showmania na Nowym Kanale. Ich debiutancki singiel „Maszyna” ukazał się w 2008. Jednym z najbardziej szokujących klipów jest wideo do piosenki „Werewki”, który kręcony był w 2009 na parkingu i we wnętrzu jednego z supermarketów w Odessie. Teledysk wywołał szeroki oddźwięk, ponieważ duet wystąpił w nim nago. W 2008 wokalistki uczestniczyły w ogólnopolskiej kampanii reklamowej wódki „Sobieski”. Pod koniec 2009 zostały uznane przez magazyn „Cosmopolitan” za „Najbardziej stylowego wokalistę roku”.
W 2011 z zespołu odeszła Julia Kawtaradze, a zastąpiła ją Anastasija Kumejko. Razem wydały singiel „20:12” w wersji anglojęzycznej i rosyjskojęzycznej. Na początku 2012 ogłoszono nabór na trzecią wokalistkę zespołu, którą ostatecznie została Julia Briczkowskaja. Producenci zapowiedzieli ówcześnie, że grupa będzie funkcjonować w tym składzie od maja 2012. Trio wydało wspólnie krążek pt. Hozjain, nakręciło sporo teledysków i odbyło trasę koncertową po państwach Europy, zatytułowaną „In Private”.
Na początku stycznia w 2016 Briczkowskaja odeszła z zespołu, tłumacząc decyzję wyprowadzką do USA i planami rozpoczęcia kariery solowej. Przez kolejne dziewięć miesięcy pozostałe wokalistki występowały w duecie, później ogłoszono odejście z grupy Anastasiji Kumejko. W październiku 2016 zespół umieścił na Instagramie krótki film z prób nowych choreografii, w których wzięły udział nowe wokalistki, przedstawione jako "Nikita Five" i "Nikita Six". Obie pragnęły pozostać anonimowe, chcąc skupiać się jedynie na twórczej aktywności zespołu.
W 2017 opublikowano klip i piosenkę „Niesmiełaja”, w której wystąpiła jedynie Dasza Astafiewa. W połowie roku piosenkarka ogłosiła zakończenie współpracy z wytwórnią Mamamusic i rozpoczęcie swojej kariery solowej ze wsparciem „Nikity Five” i „Nikity Six”. Od tamtej pory zespół Nikita jest nieaktywny.

## Składy
| Okres       | Skład           | Skład              | Skład               |
| ----------- | --------------- | ------------------ | ------------------- |
| 2008–2011   | Dasza Astafjewa | Julia Kawtaradze   | –                   |
| 2011–2012   | Dasza Astafjewa | Anastasija Kumejko | –                   |
| 2012–2016   | Dasza Astafjewa | Anastasija Kumejko | Julia Briczkowskaja |
| 2016        | Dasza Astafjewa | Anastasija Kumejko | –                   |
| 2016 - 2017 | Dasza Astafjewa | Nikita Five        | Nikita Sex          |

## Wideoklipy
| Rok wydania | Klip                   | Reżyser                           | Aktorzy                                                  |
| ----------- | ---------------------- | --------------------------------- | -------------------------------------------------------- |
| 2008        | „Maszyna”              | Aleksandr Filatowicz              | Dasza Astafjewa, Julia Kawtaradze                        |
| 2008        | „Zajczik”              | Aleksandr Filatowicz              | Dasza Astafjewa, Julia Kawtaradze                        |
| 2009        | „Sołdat”               | Wiktor Skuratowskij               | Dasza Astafjewa, Julia Kawtaradze                        |
| 2009        | „Werewki”              | Wiktor Skuratowskij               | Dasza Astafjewa, Julia Kawtaradze                        |
| 2010        | „Korolewa”             | Siergiej Tkaczenko                | Dasza Astafjewa, Julia Kawtaradze                        |
| 2011        | „Iskusaju”             | Siergiej Tkaczenko                | Dasza Astafjewa, Julia Kawtaradze                        |
| 2011        | „Bite”                 | Siergiej Tkaczenko                | Dasza Astafjewa, Julia Kawtaradze                        |
| 2011        | „20:12”                | Siergiej Tkaczenko                | Dasza Astafjewa, Anastasija Kumejko                      |
| 2011        | „My Love”              | Siergiej Tkaczenko                | Dasza Astafjewa, Anastasija Kumejko                      |
| 2012        | „Eta cziustwo”         | Walerij Biebko, Oleg Borszsieskij | Dasza Astafjewa                                          |
| 2012        | „Avokado”              | Siergiej Tkaczenko                | Dasza Astafjewa, Anastasija Kumejko, Julia Briczkowskaja |
| 2013        | „Siniee Plat'e”        | Alekandr Szapiro                  | Dasza Astafjewa, Anastasija Kumejko, Julia Briczkowskaja |
| 2013        | „Igra”                 | Oleg Borszsiеwskij                | Dasza Astafjewa, Anastasija Kumejko, Julia Briczkowskaja |
| 2013        | „Johny Go!”            | Oleg Borszsiеwskij                | Dasza Astafjewa, Anastasija Kumejko, Julia Briczkowskaja |
| 2014        | „Himija”               | Taras Worobiec                    | Dasza Astafjewa, Anastasija Kumejko, Julia Briczkowskaja |
| 2014        | „Gonszyk”              | Teledysk z koncertu               | Dasza Astafjewa, Anastasija Kumejko, Julia Briczkowskaja |
| 2014        | „Hozjain”              | Siergiej Tkaczenko                | Dasza Astafjewa, Anastasija Kumejko, Julia Briczkowskaja |
| 2014        | „Wodopadom”            | Taras Worobiec                    | Dasza Astafjewa, Anastasija Kumejko, Julia Briczkowskaja |
| 2015        | „Dielaj”               | Taras Worobiec                    | Dasza Astafjewa, Anastasija Kumejko, Julia Briczkowskaja |
| 2015        | „Wdychaj”              | Taras Worobiec                    | Dasza Astafjewa, Anastasija Kumejko, Julia Briczkowskaja |
| 2016        | „New Looks. New Moves” | Anna Bugakowa                     | Dasza Astafjewa, Nikita Five, Nikita Sex                 |
| 2017        | „Niesmiełaja”          | Ałan Badojew                      | Dasza Astafjewa                                          |